# Catillaria glauconigrans
Catillaria glauconigrans är en lavart som först beskrevs av Edward Tuckerman, och fick sitt nu gällande namn av Hasse. Catillaria glauconigrans ingår i släktet Catillaria och familjen Catillariaceae.   Inga underarter finns listade i Catalogue of Life.